# Pyrenophora schroeteri
Pyrenophora schroeteri är en svampart som tillhör divisionen sporsäcksvampar, och som beskrevs av Margaret E. Barr. Pyrenophora schroeteri ingår i släktet Pyrenophora, och familjen Pleosporaceae. Arten är reproducerande i Sverige.